# New York Film Critics Circle Awards 2007
La 73ª edizione della cerimonia dei New York Film Critics Circle Awards, annunciata il 11 dicembre 2007, si è tenuta il 6 gennaio 2008 ed ha premiato i migliori film usciti nel corso del 2007.

## Vincitori e candidati

### Miglior film
- Non è un paese per vecchi (No Country for Old Men) , regia di Joel ed Ethan Coen
- Il petroliere (There Will Be Blood), regia di Paul Thomas Anderson
- Io non sono qui (I'm Not There), regia di Todd Haynes

### Miglior regista
- Joel ed Ethan Coen - Non è un paese per vecchi (No Country for Old Men)
- Paul Thomas Anderson - Il petroliere (There Will Be Blood)
- Todd Haynes - Io non sono qui (I'm Not There)

### Miglior attore protagonista
- Daniel Day-Lewis - Il petroliere (There Will Be Blood)
- Viggo Mortensen - La promessa dell'assassino (Eastern Promises)

### Miglior attrice protagonista
- Julie Christie - Away from Her - Lontano da lei (Away from Her)
- Ellen Page - Juno

### Miglior attore non protagonista
- Javier Bardem - Non è un paese per vecchi (No Country for Old Men)

### Miglior attrice non protagonista
- Amy Ryan - Gone Baby Gone
- Cate Blanchett - Io non sono qui (I'm Not There)

### Miglior sceneggiatura
- Joel ed Ethan Coen - Non è un paese per vecchi (No Country for Old Men)
- Diablo Cody - Juno
- Tamara Jenkins - La famiglia Savage (The Savages)
- James Vanderbilt - Zodiac

### Miglior film in lingua straniera
- Le vite degli altri (Das Leben der Anderen), regia di Florian Henckel von Donnersmarck • Germania

### Miglior film di saggistica
- No End in Sight, regia di Charles Ferguson

### Miglior film d'animazione
- Persepolis, regia di Marjane Satrapi e Vincent Paronnaud

### Miglior fotografia
- Robert Elswit - Il petroliere (There Will Be Blood)

### Miglior opera prima
- Sarah Polley - Away from Her - Lontano da lei (Away from Her)

### Premio alla carriera
- Sidney Lumet

### Menzione speciale
- Charles Burnett - Killer of Sheep